# Polygala abyssinica
Polygala abyssinica är en jungfrulinsväxtart som beskrevs av Robert Brown. Polygala abyssinica ingår i släktet jungfrulinssläktet, och familjen jungfrulinsväxter. Utöver nominatformen finns också underarten P. a. subaphylla.